# Freie Republik Schwarzenberg

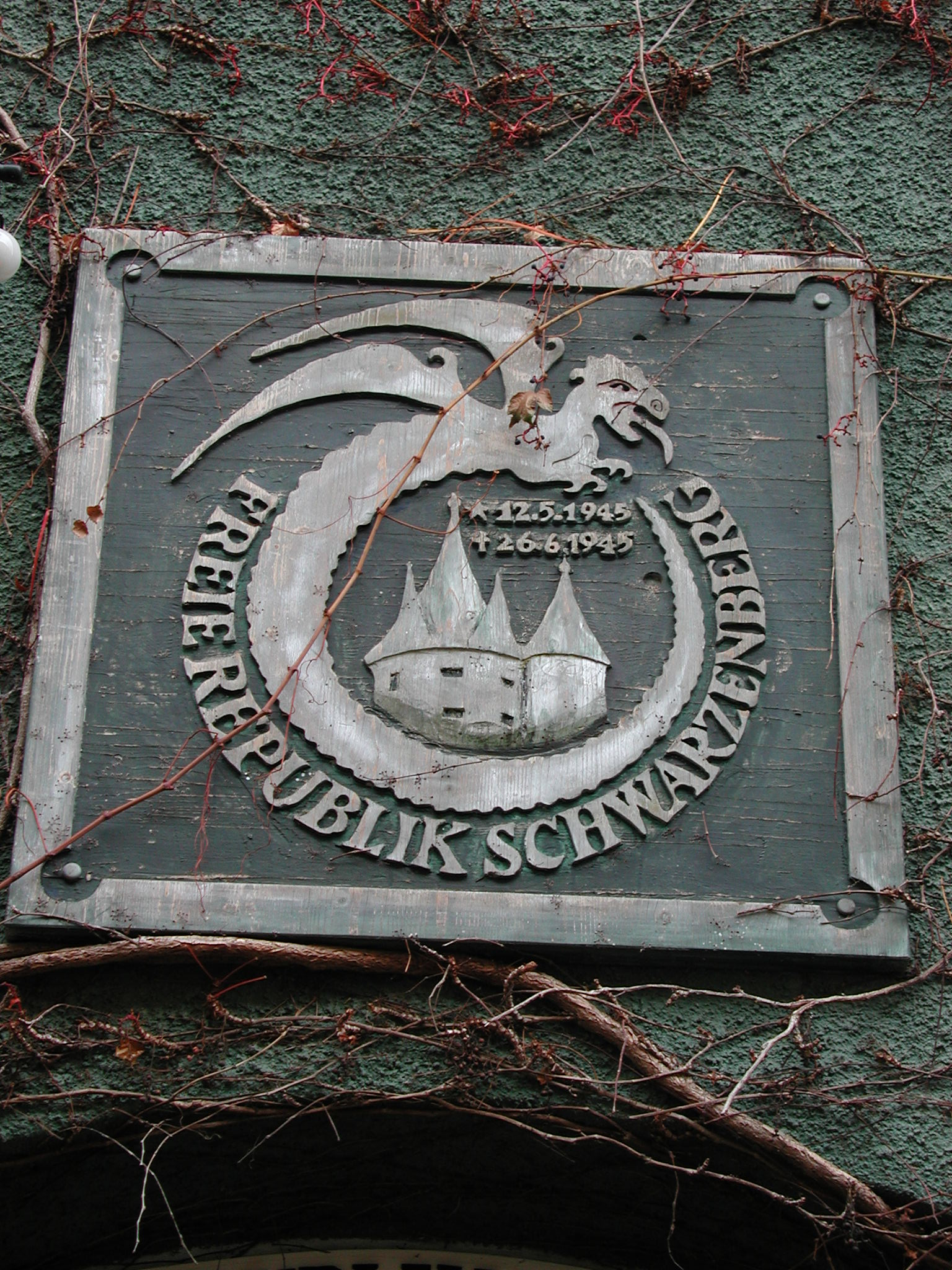
Erinnerungsschild an die „Freie Republik Schwarzenberg“ an einem Haus in der Innenstadt

Freie Republik Schwarzenberg ist die erst Jahrzehnte nach den zugrunde liegenden Ereignissen gebräuchlich gewordene Bezeichnung für ein nach der Kapitulation der Wehrmacht am 8. Mai 1945 für 42 Tage unbesetztes deutsches Gebiet im sächsischen Teil des Erzgebirges um die Stadt Schwarzenberg/Erzgeb.

## Entstehung des Begriffes
Der Name Freie Republik Schwarzenberg ist abgeleitet von der Bezeichnung „Republik Schwarzenberg“, die der Schriftsteller Stefan Heym 1984 in seinem Roman Schwarzenberg erstmals für das Gebiet verwendet hatte, und wurde 1990 von dem Bildhauer Jörg Beier von der Schwarzenberger Künstlergruppe Zone unter dem unmittelbaren Eindruck der Ereignisse der Deutschen Wiedervereinigung geprägt.
Als „Besatzungsfreie Region im Westerzgebirge“ bezeichnen Peter Bukvic und Harald Weber das Gebiet in ihrer Karte.

## Historischer Hintergrund

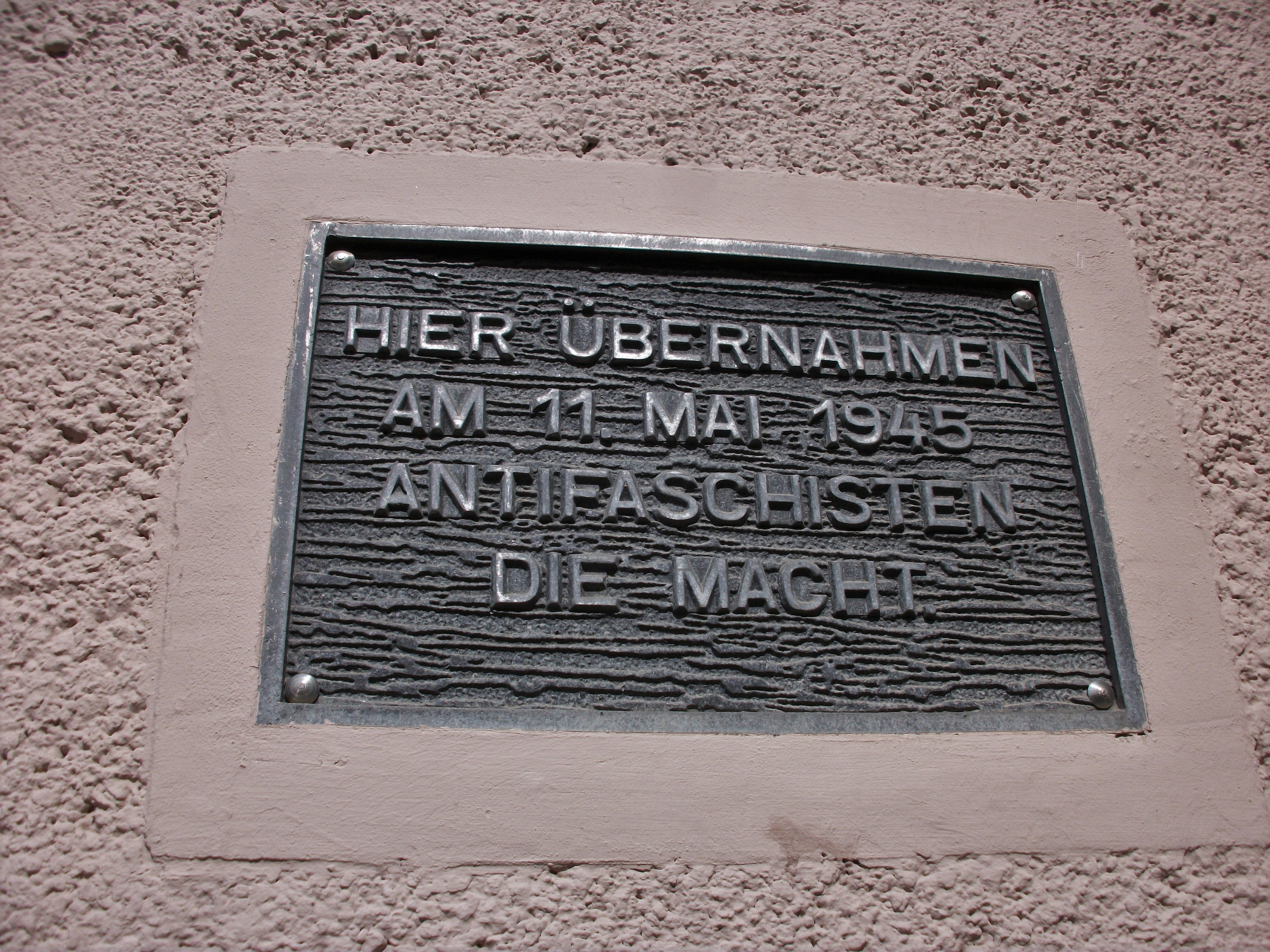
Rathaus Schwarzenberg/Erzgeb., Infotafel Unbesetzte Zeit 1945

Während der letzten Tage des Zweiten Weltkrieges im Frühjahr 1945 blieben nach der bedingungslosen Kapitulation der Wehrmacht am 8. Mai 1945 der Landkreis Schwarzenberg im Erzgebirge und Teile des Landkreises Stollberg für sechs Wochen unbesetzt. Selbst der Sonderbereich Mürwik in Flensburg, in dem sich die geschäftsführende Reichsregierung unter Karl Dönitz aufgehalten hatte, war schon am 23. Mai 1945 von britischen Soldaten besetzt worden. Weder die vorgerückten amerikanischen noch sowjetischen Truppen besetzten das besagte Gebiet im Erzgebirge, das vorwiegend von Patrouillen des im angrenzenden Vogtland stationierten 347. US-Infanterieregiments kontrolliert wurde.
Warum vorerst keine direkte Besetzung der Alliierten erfolgte, ist ungeklärt. Fest steht, dass über das Schicksal der Menschen in dem Gebiet nicht etwa, wie in Heyms Roman fiktiv beschrieben, durch das Werfen einer Münze entschieden wurde. In der Bevölkerung Westsachsens kursierte 1945 die Version, dass nach Absprache mit den Sowjets die Amerikaner bis zum Fluss Mulde vorrücken sollten. Da es jedoch drei Mulden gibt (die Zwickauer Mulde und die Freiberger Mulde vereinigen sich zur Mulde), sei es hier zu einer Verwechslung gekommen. Diese Vermutung wird auch durch Angaben des späteren Präsidenten des Bundesamtes für Verfassungsschutz, Günther Nollau (1911–1991), in seinen Memoiren gestützt. Nollau hielt sich damals mit seiner Familie in der Nähe von Rochlitz auf einem Gut an der Zwickauer Mulde auf.
Nach anderen Spekulationen sei der Kreis schlicht vergessen worden. Eine weitere Variante berichtet von einem angeblich vorgesehenen Austausch des erzgebirgischen Urangebietes um Johanngeorgenstadt und Schlema („Wismut“) gegen Teile von Berlin. Keine Belege gibt es für die Version von einer Verhandlung zwischen Großadmiral Karl Dönitz und den Amerikanern in Bern am 12. April 1945, in der die USA zugesagt haben sollten, das betroffene Gebiet unbesetzt zu lassen, um den deutschen Truppen in Böhmen eine Rückzugsmöglichkeit zu bieten mit dem Ziel, sich in amerikanische statt in sowjetische Gefangenschaft zu begeben. Dönitz selbst hat sein Hauptquartier bei der Marineschule Mürwik in Flensburg-Mürwik (vgl. Kommandeursvilla) um diese Zeit nicht mehr verlassen. Außerdem konnten die deutschen Truppen des XII. Armeekorps der Wehrmacht unter General Herbert Osterkamp aus dem Raum Karlsbad, Eger, Pilsen im Mai 1945 zügig zu den amerikanischen Verbänden in Oberfranken und im Vogtland übergehen, wo in Muldenberg ein großes Auffanglager der US-Armee eingerichtet worden war. Bei diesen Einheiten der III. US-Armee unter Panzergeneral George S. Patton legten bis Mitte Mai 1945 allein 200 deutsche Generale die Waffen nieder.

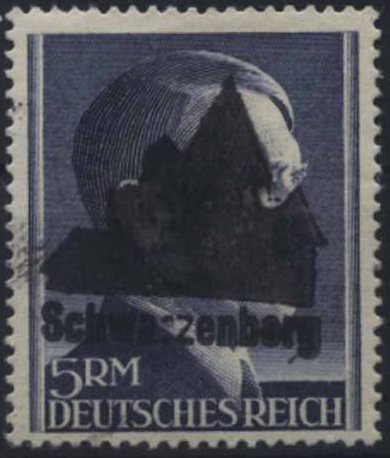
Briefmarken-Provisorium aus Schwarzenberg.

Nach dem 9. Mai 1945 bildeten sich in vielen der 21 unbesetzten Städte und Dörfer antifaschistische Aktionsausschüsse. Die allmähliche Besetzung des Landkreises durch sowjetische Truppen erfolgte zum Zeitpunkt der Konstituierung der Sowjetischen Militäradministration in Deutschland (SMAD) in Berlin am 9. Juni 1945 in Übereinstimmung mit der Festlegung der Zonengrenzen nach den auf der Konferenz von Jalta und im 1. Zonenabkommen vom 12. September 1944 getroffenen Abkommen der Alliierten. Die Amerikaner zogen sich vereinbarungsgemäß bis zum 1. Juli 1945 aus den westsächsischen Gebieten nach Bayern zurück. Am 24. Juni 1945 erließ der sowjetische Kommandant in Schwarzenberg den Befehl zur Auflösung aller Aktionsausschüsse. Die Mitglieder des Schwarzenberger Aktionsausschusses wurden in den von ihnen besetzten öffentlichen Ämtern bestätigt (zum Beispiel der Bürgermeister). Einige behielten ihre Funktionen bis nach Gründung der DDR.
Zeitzeugen wie der spätere Journalist und Schriftsteller Helmar Meinel, der damals als ortskundiger Hilfsdolmetscher von den Amerikanern auf zwei Patrouillenfahrten in das Gebiet mitgenommen worden war, und ehemalige Akteure berichten übereinstimmend, dass die Gründung einer „Republik Schwarzenberg“ damals nicht einmal im Ansatz zur Debatte stand, wie es auch keinerlei Bestrebungen zur Schaffung einer eigenen Verfassung oder Währung gegeben habe. „Gefragt waren weder der Dollar, der Rubel oder die alte Reichsmark. Die Währungseinheit war eine Stange Ami-Zigaretten oder ein Pfund Salz“, erinnert sich Meinel. Den Aktionsausschüssen, die sowohl die Amerikaner als auch die Sowjets mehrfach um die Besetzung des notleidenden und völlig abgeschnittenen Gebiets ersucht haben, ging es ausschließlich um die Versorgung der Bevölkerung mit Lebensmitteln und um die Aufrechterhaltung von Sicherheit und Ordnung.
Zutreffend ist jedoch, dass in Schwarzenberg während dieser Zeit eigene Briefmarken, bei welchen die Abbildung Hitlers mit einem schwarzen Umriss der Burg Schwarzenberg überdruckt wurde, für den lokalen Gebrauch herausgegeben wurden. Solche überdruckten Briefmarken wurden nach Kriegsende auch in anderen Gebieten Deutschlands vorübergehend verwendet.

## Größe des unbesetzten Gebietes im Westerzgebirge

Übersichtskarte der sicher unbesetzten Ortschaften im sächsischen Erzgebirge gemäß Quelle
unbesetzte Ortschaft
vermutlich unbesetzte Ortschaft
besetzte Ortschaften, zur Orientierung

Die Ost-West-Ausdehnung betrug etwa 38, die in Nord-Süd-Richtung etwa 45 Kilometer, in der Fläche von um 1.500 bis 2.000 Quadratkilometer hielten sich geschätzte 500.000 Menschen als Einheimische, Evakuierte und Flüchtlinge auf. Karten mit Angaben der Grenzen des Gebietes sind nur in geringer Detaillierung veröffentlicht, so dass eine Liste der Gemeinden des unbesetzten Gebietes aus ihnen nicht entwickelt werden kann, denn nicht nur das Gebiet des Kreises Schwarzenberg und Teile des Kreises Stollberg blieben unbesetzt, auch Teile des Kreises Annaberg-Buchholz und des Kreises Zwickau sowie Gebiete südlich von Chemnitz. Zum nichtbesetzten Bereich des Kreises Stollberg gehörten auch Gebiete links der Autobahn zwischen Härtensdorf und Neukirchen.
Als gesichert kann gelten, dass diese Gemeinden unbesetzt waren: Affalter, Albernau, Antonsthal, Aue, Beierfeld, Bermsgrün, Bernsbach, Blauenthal, Bockau, Breitenbrunn, Burkhardtsgrün, Carlsfeld, Eibenstock, Elterlein, Erla, Erlabrunn, Gornsdorf, Grünhain, Grünstädtel, Hundshübel, Jahnsdorf, Johanngeorgenstadt, Langenbach, Lauter, Leukersdorf, Lindenau, Lößnitz, Lugau, Markersbach, Meinersdorf, Neidhardtsthal, Neuheide (Schönheide), Neukirchen, Neu-Würschnitz, Niederwürschnitz, Oelsnitz/Erzgeb., Pöhla, Raschau, Raum, Rittersgrün, Scheibenberg, Schlema, Schneeberg, Schönheide, Schönheiderhammer, Schwarzenberg, Sosa, Steinheidel, Stollberg, Stützengrün, Thalheim, Thierfeld, Waschleithe, Weißbach, Wildbach, Wildenthal, Wolfsgrün, Zschocken, Zschorlau, Zwönitz. Aus dem Kreis Annaberg-Buchholz waren nicht besetzt Crottendorf, Dörfel, Hermannsdorf, Jöhstadt, Neudorf, Walthersdorf und vermutlich Bärenstein. Oberwiesenthal war vermutlich nicht besetzt. Im Westen und Nord-Westen des Gebiets waren dies außer den erwähnten Orten Härtensdorf und Neukirchen die Gemeinden Burkersdorf, Irfersgrün, Kirchberg, Lauterhofen, Obercrinitz, Schönau, Weißbach, Wildenfels, Wolfersgrün. Unklar ist, ob Hauptmannsgrün, Hirschfeld und Oberheinsdorf unbesetzt waren.

## Sonstiges
Die Schwarzenberger Künstlergruppe Zone bietet im Internet und auch für Besucher vor Ort Formulare für eine Aufenthaltsgenehmigung, die Einbürgerung und einen Reisepass an. Der „Europäische Reisepass der Freien Republik Schwarzenberg“ trägt nach dem Vorbild der Europaflagge als Symbol 12 Sterne.